# Petalodiscus
Petalodiscus es un género de plantas con flores perteneciente a la familia Phyllanthaceae. Consiste en varias especie. Algunos botánicos la incluyen en el género Savia.

## Especies seleccionadas
- Petalodiscus mimosoides
- Petalodiscus oblongifolius
- etc.